# Елізабет Ґлендовер Еванс
Елізабет Ґлендовер Еванс (англ. Elizabeth Glendower Evans, 1856—1937) — американська соціальна реформаторка та суфражистка.

## Життя
Елізабет Еванс, уроджена Гардінер, народилася 28 лютого 1856 року в Нью-Рошеллі (Нью-Йорк). Вона успадкувала значну суму грошей, коли їй виповнилося 26 років. У 1882 році вона взяла шлюб з Ґлендовером Евансом, який помер через чотири роки, у 1886 році.
Еванс поїхала до Англії в 1908 році. Там вона долучилася до розуміння проблем індустріалізованого суспільства, включаючи небезпечні умови праці та безробіття. Там же вона познайомилася з ідеологією соціалізму.
Коли Еванс повернулася до Сполучених Штатів, вона взялася за справу виборчого права жінок та пов'язані з цим проблеми з оплатою праці та фабричними роботами, що виникали внаслідок безправ'я.
Еванс проводила соціальну реформу, обіймаючи різні посади. Вона була довіреною особою Массачусетських виправних шкіл з 1886 по 1914 рік. Була членкинею Освітньо-промислової спілки жінок Бостона, а також Бостонської Жіночої профспілкової ліги, Комісії з мінімальної заробітної плати в штаті Массачусетс та Ліги споживачів Массачусетса. У 1915 році Еванс стала делегаткою Міжнародного конгресу жінок у Гаазі. Була першим національним організатором партії Жіночої партії миру. З 1920 року до своєї смерті вона була національним директором Американської спілки захисту громадянських свобод.
Еванс померла 12 грудня 1937 року в Бруклайні, штат Массачусетс.

## Спадщина
Папери Еванс розміщені в Бібліотеці Шлезінгера в Кембриджі, штат Массачусетс.

## Подальше читання
- Elizabeth Glendower Evans and Progressive Reform: From Minimum Wage to Sacco and Vanzetti and the American Civil Liberties Union, 1907—1938 [Архівовано 16 жовтня 2019 у Wayback Machine.] by Jana Brubaker, Alexander Street Press, 2009